# La Ligua
La Ligua – miasto w Chile, w regionie Valparaíso, w prowincji Petorca.